# デポルティーボ・アラベス
デポルティーボ・アラベス, S.A.D.（Deportivo Alavés, S.A.D., スペイン語発音: [deporˈtiβo alaˈβes]）は、スペイン・バスク州ビトリア＝ガステイスに本拠地を置くサッカークラブ。2024-25シーズンはプリメーラ・ディビシオンに所属している。

## 歴史

### 創設から1980年代
1921年に創設され、8年後の1929年にリーガ・エスパニョーラ（全国選手権）が創設されるとセグンダ・ディビシオン（2部）の初代メンバーとなった。2シーズン目の1929-30シーズンにはセグンダ・ディビシオンで優勝し、プリメーラ・ディビシオン（1部）に昇格。1930-31シーズンからの3シーズンをトップリーグで過ごした。その後はセグンダ・ディビシオンやテルセーラ・ディビシオン（当時3部相当）でプレーしていたが、1953-54シーズンのセグンダ・ディビシオンで優勝して24年ぶりにプリメーラ・ディビシオンに昇格した。1950年代後半からは再び2部以下のカテゴリーで過ごし、1970-71シーズンにはディビシオネス・レヒオナレス（当時4部相当、地域リーグ）落ちも経験した。1973-74シーズン、勝てばセグンダ昇格という試合でヘタフェCFと対戦したアラベスは3-1で勝利し、5シーズンぶりの2部復帰を決めた。

### 1990年代
1992-93シーズンと1993-94シーズンにはセグンダ・ディビシオンB（1977年創設、現3部相当）で2シーズン連続優勝し、1994-95シーズンには13シーズンぶりにセグンダ・ディビシオンに在籍すると、1997-98シーズンにはマネ監督の指揮下、セグンダ・ディビシオンで優勝して42年ぶりのトップリーグに返り咲いた。1995年には、子どものサポーターが使い古したおもちゃを持ち寄ってアフリカの子どもたちに寄贈するという「小さなサンタ計画」をスタートさせ、クラブ規模で児童支援を行っている。1999-2000シーズンにはFCバルセロナに対してホーム&アウェーで2連勝し、シーズンを6位で終えてクラブ史上初の欧州カップ戦出場権を獲得した。

### 2000年代

2000-01シーズンのUEFAカップ決勝

ルーマニア代表のコスミン・コントラやオランダ代表のジョルディ・クライフを擁し、2000-01シーズンにはUEFAカップに初出場。1回戦でガズィアンテプスポル（トルコ）を、2回戦でリールストロムSK（ノルウェー）を、3回戦でローゼンボリBK（ノルウェー）を破ると、4回戦ではインテル（イタリア）と対戦し、敵地スタディオ・ジュゼッペ・メアッツァで勝利するなどして勝ち上がりを決めた。準々決勝ではラージョ・バジェカーノ（スペイン）との同国対決を制し、準決勝では1.FCカイザースラウテルン（ドイツ）に2試合合計9-1で圧勝した。決勝のリヴァプールFC（イングランド）戦は開始16分で2点を先行され、前半終了時にも1-3と劣勢だったが、ハビ・モレーノが後半早々に2得点を挙げて追いつくと、72分のロビー・ファウラーの得点で再び勝ち越されたが、試合終了間際の88分にジョルディ・クライフが4-4となる同点弾を決めて試合を延長に持ち込んだ。延長では残り5分までスコアが動かなかったが、116分にデルフィ・ヘリがゴールデンゴールとなるオウンゴールを喫して4-5で敗れた。敗れはしたものの、この試合はUEFAカップ史上屈指の決勝に数えられている。スペイン勢はベスト8に4クラブ（アラベス、FCバルセロナ、セルタ・デ・ビーゴ、ラージョ）が残り、中小クラブの躍進を印象付けた。そのシーズンのリーグ戦は10位で終えたが、2002-03シーズン終了後にセグンダ・ディビシオンに降格した。
2004年にアメリカ人のディミトリ・ピーターマンがクラブを買収して大型補強に乗り出し、2004-05シーズン終了後にプリメーラ・ディビシオンに再昇格したが、わずか1シーズンでセグンダ・ディビシオンに降格した。ピーターマン会長がクラブ資金を私的に流用していたことが発覚し、裁判沙汰になった。借金は2300万ユーロ（約30億円）を超え、2007年夏にはコンクルサル法（破産法）適用を申請した。2009-10シーズンは19位に終わり、セグンダ・ディビシオンBへ降格。

### 2010年代
2010年にセグンダBへ降格したアラベスは、その後4シーズンを3部で過ごすことになった。しかし、2012-13シーズンにセグンダB優勝を決め、4年ぶりにセグンダへ復帰した。セグンダ1年目はリーグ18位に終わるも、翌シーズンは13位、2015-16シーズンにはセグンダ優勝を果たし、2005-06シーズン以来となるプリメーラの舞台に戻ってきた。プリメーラ復帰後は毎シーズン中位以下でシーズンを終えている。
2020-21シーズン、アラベスは創設100周年を迎えた。また、これに伴いクラブのエンブレムも一新された。2021年1月23日、この日のレアル・マドリード戦でちょうど100周年ということもあって、試合開始前に小規模なセレモニーが開催され、キックオフにはレアル・マドリードとアラベス両方でプレーしたハビエル・ベラサルセが招かれた。

## タイトル

### 国内タイトル
- セグンダ・ディビシオン : 3回

1929–30, 1953–54, 1997–98
- セグンダ・ディビシオンB : 4回

1992-93, 1993-94, 1994-95, 2012-13
- テルセーラ・ディビシオン : 6回

1940–41, 1960–61, 1964–65, 1967–68, 1973–74, 1989–90
- コパ・フェデラシオン : 1回

1946
- ビスカヤ県選手権 : 1回

1929-30
- ギプスコア県選手権 : 1回

1938-39

## 成績

### 近年の成績
| シーズン | リーグ戦     | リーグ戦 | リーグ戦 | リーグ戦 | リーグ戦 | リーグ戦 | リーグ戦 | リーグ戦 | リーグ戦 | リーグ戦 | コパ・デル・レイ |
| シーズン | ディビジョン | 順位     | 試       | 勝       | 分       | 敗       | 得       | 失       | 点       | 備考     | コパ・デル・レイ |
| -------- | ------------ | -------- | -------- | -------- | -------- | -------- | -------- | -------- | -------- | -------- | ---------------- |
| 2013-14  | セグンダ     | 18位     | 42       | 13       | 12       | 17       | 57       | 57       | 51       |          | 3回戦敗退        |
| 2014-15  | セグンダ     | 13位     | 42       | 14       | 11       | 17       | 49       | 53       | 53       |          | ベスト32         |
| 2015-16  | セグンダ     | 1位      | 42       | 21       | 12       | 9        | 49       | 35       | 75       | 昇格     | 3回戦敗退        |
| 2016-17  | ラ・リーガ   | 9位      | 38       | 14       | 13       | 11       | 41       | 43       | 55       |          | 準優勝           |
| 2017-18  | ラ・リーガ   | 14位     | 38       | 15       | 2        | 21       | 40       | 50       | 47       |          | ベスト8          |
| 2018-19  | ラ・リーガ   | 11位     | 38       | 13       | 11       | 14       | 39       | 50       | 50       |          | ベスト32         |
| 2019-20  | ラ・リーガ   | 16位     | 38       | 10       | 9        | 19       | 34       | 59       | 39       |          | 1回戦敗退        |
| 2020-21  | ラ・リーガ   | 16位     | 38       | 9        | 11       | 18       | 36       | 57       | 38       |          | ベスト32         |
| 2021-22  | ラ・リーガ   | 20位     | 38       | 8        | 7        | 23       | 31       | 65       | 31       | 降格     | 2回戦敗退        |
| 2022-23  | セグンダ     | 4位      | 42       | 19       | 14       | 9        | 47       | 33       | 71       | 昇格     | ベスト16         |
| 2023-24  | ラリーガ     | 10位     | 38       | 12       | 10       | 16       | 36       | 46       | 46       |          | ベスト16         |
| 2024-25  | ラリーガ     |          |          |          |          |          |          |          |          |          | 2回戦敗退        |

### 過去の成績
| シーズン | 部 | ディビジョン | 順位 | 国王杯    |
| -------- | -- | ------------ | ---- | --------- |
| 1929     | 2  | セグンダ     | 3位  | ベスト16  |
| 1929-30  | 2  | セグンダ     | 1位  | ベスト8   |
| 1930–31  | 1  | プリメーラ   | 8位  | ベスト16  |
| 1931-32  | 1  | プリメーラ   | 9位  | ベスト8   |
| 1932-33  | 1  | プリメーラ   | 10位 |           |
| 1933-34  | 2  | セグンダ     | 10位 |           |
| 1939-40  | 2  | セグンダ     | 8位  | ベスト16  |
| 1940-41  | 3  | テルセーラ   | 1位  | 2回戦敗退 |
| 1941-42  | 2  | セグンダ     | 3位  |           |
| 1942-43  | 2  | セグンダ     | 8位  | ベスト16  |
| 1943-44  | 3  | テルセーラ   | 2位  | 5回戦敗退 |
| 1944-45  | 3  | テルセーラ   | 3位  | ベスト16  |
| 1945-46  | 3  | テルセーラ   | 5位  |           |
| 1946-47  | 3  | テルセーラ   | 7位  |           |
| 1947-48  | 3  | テルセーラ   | 10位 | 3回戦敗退 |
| 1948-49  | 3  | テルセーラ   | 12位 | 1回戦敗退 |
| 1949-50  | 3  | テルセーラ   | 10位 |           |
| 1950-51  | 3  | テルセーラ   | 2位  |           |
| 1951-52  | 2  | セグンダ     | 9位  |           |
| 1952-53  | 2  | セグンダ     | 4位  | ベスト16  |

| シーズン | 部 | ディビジョン | 順位 | 国王杯    |
| -------- | -- | ------------ | ---- | --------- |
| 1953-54  | 2  | セグンダ     | 1位  | ベスト16  |
| 1954-55  | 1  | プリメーラ   | 10位 | ベスト16  |
| 1955-56  | 1  | プリメーラ   | 14位 |           |
| 1956-57  | 2  | セグンダ     | 5位  |           |
| 1957-58  | 2  | セグンダ     | 7位  |           |
| 1958-59  | 2  | セグンダ     | 13位 | 1回戦敗退 |
| 1959-60  | 2  | セグンダ     | 13位 | 1回戦敗退 |
| 1960-61  | 3  | テルセーラ   | 1位  |           |
| 1961-62  | 2  | セグンダ     | 4位  | ベスト16  |
| 1962-63  | 2  | セグンダ     | 8位  | ベスト16  |
| 1963-64  | 2  | セグンダ     | 16位 | ベスト16  |
| 1964-65  | 3  | テルセーラ   | 1位  |           |
| 1965-66  | 3  | テルセーラ   | 3位  |           |
| 1966-67  | 3  | テルセーラ   | 7位  |           |
| 1967-68  | 3  | テルセーラ   | 1位  |           |
| 1968-69  | 2  | セグンダ     | 14位 |           |
| 1969-70  | 3  | テルセーラ   | 9位  | 1回戦敗退 |
| 1970-71  | 4  | 州1部リーグ  | 1位  |           |
| 1971-72  | 3  | テルセーラ   | 7位  | 1回戦敗退 |
| 1972-73  | 3  | テルセーラ   | 3位  | 2回戦敗退 |

| シーズン | 部 | ディビジョン | 順位 | 国王杯    |
| -------- | -- | ------------ | ---- | --------- |
| 1973-74  | 3  | テルセーラ   | 1位  | 2回戦敗退 |
| 1974-75  | 2  | セグンダ     | 16位 | 3回戦敗退 |
| 1975-76  | 2  | セグンダ     | 15位 | 2回戦敗退 |
| 1976-77  | 2  | セグンダ     | 8位  | 2回戦敗退 |
| 1977-78  | 2  | セグンダ     | 11位 | ベスト8   |
| 1978-79  | 2  | セグンダ     | 9位  | ベスト8   |
| 1979-80  | 2  | セグンダ     | 9位  | ベスト16  |
| 1980-81  | 2  | セグンダ     | 8位  | ベスト16  |
| 1981-82  | 2  | セグンダ     | 17位 | 3回戦敗退 |
| 1982-83  | 2  | セグンダ     | 17位 |           |
| 1983-84  | 3  | セグンダB    | 3位  | 2回戦敗退 |
| 1984-85  | 3  | セグンダB    | 3位  | 3回戦敗退 |
| 1985-86  | 3  | セグンダB    | 15位 | 2回戦敗退 |
| 1986-87  | 4  | テルセーラ   | 7位  | 1回戦敗退 |
| 1987-88  | 4  | テルセーラ   | 8位  |           |
| 1988-89  | 4  | テルセーラ   | 2位  |           |
| 1989-90  | 4  | テルセーラ   | 1位  |           |
| 1990-91  | 3  | セグンダB    | 2位  | 2回戦敗退 |
| 1991-92  | 3  | セグンダB    | 4位  | 3回戦敗退 |
| 1992-93  | 3  | セグンダB    | 1位  | 3回戦敗退 |

| シーズン | 部 | ディビジョン | 順位 | 国王杯    |
| -------- | -- | ------------ | ---- | --------- |
| 1993-94  | 3  | セグンダB    | 1位  | 3回戦敗退 |
| 1994-95  | 3  | セグンダB    | 1位  | 1回戦敗退 |
| 1995-96  | 2  | セグンダ     | 7位  | 2回戦敗退 |
| 1996-97  | 2  | セグンダ     | 13位 | 2回戦敗退 |
| 1997-98  | 2  | セグンダ     | 1位  | ベスト4   |
| 1998-99  | 1  | プリメーラ   | 16位 | 3回戦敗退 |
| 1999-00  | 1  | プリメーラ   | 6位  | ベスト16  |
| 2000-01  | 1  | プリメーラ   | 10位 | ベスト32  |
| 2001-02  | 1  | プリメーラ   | 7位  | ベスト16  |
| 2002-03  | 1  | プリメーラ   | 19位 | ベスト16  |
| 2003-04  | 2  | セグンダ     | 4位  | ベスト4   |
| 2004-05  | 2  | セグンダ     | 3位  | 3回戦敗退 |
| 2005-06  | 1  | プリメーラ   | 18位 | 3回戦敗退 |
| 2006-07  | 2  | セグンダ     | 17位 | 2回戦敗退 |
| 2007-08  | 2  | セグンダ     | 17位 | 2回戦敗退 |
| 2008-09  | 2  | セグンダ     | 19位 | 2回戦敗退 |
| 2009-10  | 3  | セグンダB    | 5位  | 1回戦敗退 |
| 2010-11  | 3  | セグンダB    | 3位  | 1回戦敗退 |
| 2011-12  | 3  | セグンダB    | 6位  | 3回戦敗退 |
| 2012-13  | 3  | セグンダB    | 1位  | ベスト16  |

| シーズン | 部 | ディビジョン | 順位 | 国王杯    |
| -------- | -- | ------------ | ---- | --------- |
| 2013-14  | 2  | セグンダ     | 18位 | 3回戦敗退 |
| 2014-15  | 2  | セグンダ     | 13位 | ベスト32  |
| 2015-16  | 2  | セグンダ     | 1位  | 1回戦敗退 |
| 2016-17  | 1  | ラ・リーガ   | 9位  | 準優勝    |
| 2017-18  | 1  | ラ・リーガ   | 14位 | ベスト8   |
| 2018-19  | 1  | ラ・リーガ   | 11位 | ベスト32  |
| 2019-20  | 1  | ラ・リーガ   | 16位 | 1回戦敗退 |
| 2020-21  | 1  | ラ・リーガ   | 16位 | ベスト32  |
| 2021-22  | 1  | ラ・リーガ   | 20位 | 2回戦敗退 |
| 2022-23  | 2  | セグンダ     | 4位  | ベスト16  |
| 2023-24  | 1  | ラリーガ     | 10位 | ベスト16  |
| 2024-25  | 1  | ラリーガ     |      | 2回戦敗退 |

- 19シーズン - ラ・リーガ
- 38シーズン - セグンダ・ディビシオン
- 12シーズン - セグンダ・ディビシオンB
- 22シーズン - テルセーラ・ディビシオン
- 1シーズン - バスク州1部リーグ

### 欧州の成績
| シーズン | 大会       | ラウンド | 対戦相手               | ホーム       | アウェー     | 合計         |  |
| -------- | ---------- | -------- | ---------------------- | ------------ | ------------ | ------------ |  |
| 2000-01  | UEFAカップ | 1回戦    | ガズィアンテプスポル   | 0-0          | 4-3          | 4-3          |  |
| 2000-01  | UEFAカップ | 2回戦    | リールストロム         | 2-2          | 3-1          | 5-3          |  |
| 2000-01  | UEFAカップ | 3回戦    | ローゼンボリ           | 1-1          | 3-1          | 4-2          |  |
| 2000-01  | UEFAカップ | 4回戦    | インテル               | 3-3          | 2-0          | 5-3          |  |
| 2000-01  | UEFAカップ | 準々決勝 | ラージョ・バジェカーノ | 3-0          | 1-2          | 4-2          |  |
| 2000-01  | UEFAカップ | 準決勝   | カイザースラウテルン   | 5-1          | 4-1          | 9-2          |  |
| 2000-01  | UEFAカップ | 決勝     | リヴァプール           | 4-5 (a.e.t.) | 4-5 (a.e.t.) | 4-5 (a.e.t.) |  |
| 2002-03  | UEFAカップ | 1回戦    | アンカラギュジュ       | 3-0          | 2-1          | 5-1          |  |
| 2002-03  | UEFAカップ | 2回戦    | ベシクタシュ           | 1-1          | 0-1          | 1-2          |  |

## 現所属メンバー
2025年2月18日現在
注：選手の国籍表記はFIFAの定めた代表資格ルールに基づく。
| No. | Pos. |              | 選手名                     |
| --- | ---- | ------------ | -------------------------- |
| 1   | GK   | スペイン     | アントニオ・シベラ         |
| 2   | DF   | マレーシア   | ファクンド・ガルセス () () |
| 3   | DF   | スペイン     | マヌ・サンチェス           |
| 4   | DF   | セルビア     | アレクサンダル・セドラル   |
| 5   | DF   | モロッコ     | アブデル・アブカル         |
| 6   | MF   | スペイン     | アンデル・ゲバラ           |
| 7   | MF   | スペイン     | カルロス・ビセンテ         |
| 8   | MF   | スペイン     | アントニオ・ブランコ       |
| 9   | FW   | スペイン     | アシエル・ビジャリブレ     |
| 10  | MF   | アルゼンチン | トマス・コネクニー ()      |
| 11  | FW   | スペイン     | トニ・マルティネス         |
| 12  | DF   | ウルグアイ   | サンティアゴ・モウリーニョ |

| No. | Pos. |              | 選手名                    |
| --- | ---- | ------------ | ------------------------- |
| 13  | GK   | 赤道ギニア   | ヘスス・オウォノ ()       |
| 14  | DF   | アルゼンチン | ナウエル・テナグリア ()   |
| 15  | FW   | スペイン     | カルロス・マルティン      |
| 16  | DF   | スペイン     | ウーゴ・ノボア            |
| 17  | FW   | スペイン     | キケ・ガルシア            |
| 18  | MF   | スペイン     | ホン・グリディ            |
| 19  | FW   | スペイン     | パウ・カバネス            |
| 21  | MF   | スペイン     | カルレス・アレニャ        |
| 22  | DF   | マリ共和国   | ムサ・ディアッラ ()       |
| 23  | MF   | ウルグアイ   | カルロス・ベナビデス ()   |
| 24  | MF   | スペイン     | ジョアン・ジョルダン      |
| 31  | GK   | アルゼンチン | アドリアン・ロドリゲス () |

### リザーブチーム
注：選手の国籍表記はFIFAの定めた代表資格ルールに基づく。
| No. | Pos. |            | 選手名             |
| --- | ---- | ---------- | ------------------ |
| 32  | MF   | マリ共和国 | ダウダ・ドゥンビア |
| 36  | DF   | スペイン   | アドリアン・ピカ   |
| 39  | DF   | スペイン   | エネコ・オルティス |

| No. | Pos. |          | 選手名                             |
| --- | ---- | -------- | ---------------------------------- |
| 41  | GK   | カナダ   | グレゴワール・シフィデルスキ () () |
| 43  | GK   | スペイン | ルベン・モンテロ                   |

### ローン移籍選手
in
注：選手の国籍表記はFIFAの定めた代表資格ルールに基づく。
| No. | Pos. |          | 選手名                                          |
| --- | ---- | -------- | ----------------------------------------------- |
| 3   | DF   | スペイン | マヌ・サンチェス (セルタ・デ・ビーゴ)           |
| 15  | FW   | スペイン | カルロス・マルティン (アトレティコ・マドリード) |
| 19  | FW   | スペイン | パウ・カバネス (ビジャレアル)                   |

| No. | Pos. |          | 選手名                            |
| --- | ---- | -------- | --------------------------------- |
| 21  | MF   | スペイン | カルレス・アレニャ (ヘタフェ)     |
| 24  | MF   | スペイン | ジョアン・ジョルダン (セビージャ) |

out
注：選手の国籍表記はFIFAの定めた代表資格ルールに基づく。
| No. | Pos. |              | 選手名                         |
| --- | ---- | ------------ | ------------------------------ |
| --  | DF   | セルビア     | ニコラ・マラシュ (レバンテ)    |
| --  | FW   | アルジェリア | アブデ・レバシュ (グラナダ) () |
| --  | FW   | スペイン     | ウナイ・ロペーロ (エルデンセ)  |

| No. | Pos. |              | 選手名                              |
| --- | ---- | ------------ | ----------------------------------- |
| --  | FW   | アルゼンチン | ホアキン・パニチェッリ (ミランデス) |
| --  | FW   | モロッコ     | マーロン・サンナディ (バラカルド)   |
| --  | DF   | スペイン     | ビクトル・パラダ (ミランデス)       |

### スタッフ
| 役職     | 氏名                 |
| -------- | -------------------- |
| 監督     | エドゥアルド・コウデ |
| 助監督   | パトリシオ・グラフ   |
| GKコーチ | ハビエル・バルベロ   |

## 歴代監督
| - アマデオ・ガルシア 1926-1927 - ウォルター・ハリス 1928 - ラモン・エンシナス 1931-1932 - アマデオ・ガルシア 1932-1939 - バルタサル・アルベニス 1939 - フランシスコ・ガンボレナ 1940-1941 - バルタサル・アルベニス 1947-1948 - マヌエル・エチェサレッタ 1954-1956 - ラファエル・イリオンド 1958-1959 - マヌエル・エチェサレッタ 1959-1960 - イグナシオ・イサギーレ 1968-1969 - フェレンツ・プスカシュ 1968-1969 - ガルシア・デ・アンドイン 1972 - コルド・アギーレ 1972-73 - イグナシオ・エイサギーレ 1975 - ホセイト 1976-1978 | - ヘスス・アラングレン 1978-1980 - ガルシア・デ・アンドイン 1980-1982 - マネ 1984-1985 - ナンド・ジョス 1986-1986 - ルイス・コスタ 1992-1993 - ホセ・アントニオ・イルレギ 1993-1994 - チュチ・アラングレン 1994-1997 - マネ 1997-2003 - ヘスス・アラングレン 2003 - ペペ・メル 2003-2004 - フアン・カルロス・オリバ 2006 - フリオ・バニュエロス 2006 - ファブリ 2007 - ホス・ウリベ 2007-2008 - フリオ・バニュエロス 2008 - ホセ・マリア・サルメロン 2008 | - ハビ・ロペス 2009 - アルバレス・トメー 2010-2011 - ナチョ・ゴンザレス 2012-2013 - フアン・カルロス・マンディア 2014 - アルベルト・ロペス 2014-2015 - ホセ・ボルダラス 2015-2016 - マウリシオ・ペジェグリーノ 2016-2017 - ルイス・ズベルディア 2017 - ジャンニ・デ・ビアージ 2017 - アベラルド 2017-2019 - アシエル・ガリターノ 2019-2020 - パブロ・マチン 2020-2021 - アベラルド 2021 - ハビエル・カジェハ 2021 - ホセ・ルイス・メンディリバル 2021-2022 - フリオ・ベラスケス 2022 - ルイス・ガルシア・プラサ 2022-2024 - エドゥアルド・コウデ 2024- |

## 歴代所属選手

### GK
- アンドニ・スビサレッタ 1980-1981
- リシャール・ドゥトルエル 2002-2003
- フェルナンド・パチェコ 2015-2022
- ファブリス・オンドア 2021

### DF
- ラモン・アレサンコ 1976-1977
- アルベルト・ベルスエ 1988-1989
- イバン・カンポ 1993-1996
- コスミン・コントラ 1999-2001
- オスカル・テジェス 1999-2006
- ファブリシオ・コロッチーニ 2001-2002
- アベラルド 2002-2003
- マウリシオ・ペジェグリーノ 2005-2006
- イジー・ヤロシーク 2013-2015
- キコ・フェメニア 2015-2017
- テオ・エルナンデス 2016-2017
- ビクトル・ラグアルディア 2014-2023
- アルフォンソ・ペドラサ 2017-2018
- ギジェルモ・マリパン 2017-2019
- フロリアン・ルジューヌ 2020-2023

### MF
- ジェラール・ロペス 1998-1999
- ニコラ・ベルティ 1999-2000
- ジョルディ・クライフ 2000-2003
- マジーニョ 2001
- リチャード・ビチュヘ 2001-2002
- アレクサンドル・モストヴォイ 2004-2005
- ネネ 2004-2006
- メディ・ラセン 2005-2008
- マルコス・ジョレンテ 2016-2017
- オスカル・ロメロ 2017
- 乾貴士 2019

### FW
- ホルヘ・バルダーノ 1975-1979
- エルネスト・バルベルデ 1983-1985
- ラウール・タムード 1997-1998
- ハビ・モレノ 1998-2001
- フリオ・サリナス 1999-2000
- イバン・アロンソ 2000-2004
- アドリアン・イリエ 2002-2003
- マルティン・パレルモ 2004
- マリオ・ジャルデウ 2004-2005
- パペ・チャウ 2004-2005
- ロドルフォ・ボディポ 2004-2006
- ジョン・アロイージ 2005-2007
- アドリアン・ロペス・アルバレス 2008
- ランコ・デスポトビッチ 2014-2015
- ダニエル・パチェコ 2015-2016
- ボージャン・クルキッチ 2017-2018
- ヨン・グイデッティ 2018-2022
- 原大智 2021-2023

## 傘下・提携クラブ

### デポルティーボ・アラベスB
デポルティーボ・アラベスBは1961年に創設され、23-24シーズンはセグンダ・フェデラシオン（4部相当）に所属している。2,500人収容のエスタディオ・インスタラシオネス・デ・イバイアをホームスタジアムとしている。トップチームと同じく青色と白色の縦縞のシャツ、青色のパンツ、白色のソックスを着用する。

### カリフォルニア・ビクトリー
2007年、アメリカのユナイテッドサッカーリーグ1部（北米2部相当）にカリフォルニア・ビクトリーというクラブを立ち上げた。サンフランシスコのケザー・スタジアムをホームスタジアムとし、本家デポルティーボ・アラベスと同色のユニフォームを着用していたが、アラベスの経営陣交代によって支援が打ち切られ、同年後半にカリフォルニア・ビクトリーは解散した。

### NKルデシュ
2017年5月、クロアチアのNKルデシュと10年間の業務提携を結んだ。NKルデシュは2017年にクロアチア1部リーグへと初昇格したクラブであり、アラベスのリザーブチームのような形で活動する。2018年6月、両者合意の下、提携は解除された。

### ソショー
2018年4月、リーグ・ドゥのFCソショー＝モンベリアルと業務提携を結んだが、数か月でこの提携は終了した。

### イストラ
2018年6月、アラベスがNKイストラ1961の株式85%を買収し、イストラを傘下に置いた。イストラの負債約300万ユーロを肩代わりしてイストラの経営健全化に貢献すると、アラベスの若手選手やコーチをイストラに派遣した。また、両者の間では原大智がイストラからアラベスへと引き抜かれている。